# Лугаси, Ариель
Ариель Лугаси (ивр. אריאל לוגסי‎; 24 ноября 2004, Петах-Тиква) — израильский футболист, полузащитник клуба «Маккаби» (Петах-Тиква), выступающий на правах аренды за клуб «Маккаби» (Герцлия).

## Клубная карьера
Лугаси родился в городе Петах-Тиква и начал заниматься футболом в местном клубе «Хапоэль», пока в 2015 году не попал в школу «Маккаби» (Петах-Тиква).
1 августа 2021 года лугасси дебютировал в основной команде «Маккаби» (Петах-Тиква), выйдя на замену на 77-й минуте в матче против «Хапоэля» (Тель-Авив) в игре Кубка Тото, но не смог спасти команду от поражения 0:1.

## Карьера в сборной
Выступал за юношеские сборные Израиля до 16 и 18 лет.
С юношеской сборной израиля до 19 лет участвовал на юношеском чемпионате Европы 2022 года в Словакии, где сыграл во всех пяти матчах на турнире и забил гол в игре группового этапа против Австрии (4:2), а его сборная стала вице-чемпионом Европы и впервые в своей истории квалифицировалась на молодёжный чемпионат мира 2023.